# مارتینزویل (نیوجرسی)
مارتینزویل (به انگلیسی: Martinsville) یک منطقهٔ مسکونی در ایالات متحده آمریکا است که در بریجواتر، نیوجرسی واقع شده‌است. مارتینزویل ۳۲٫۱۱۱ کیلومتر مربع مساحت و ۱۱٬۹۸۰ نفر جمعیت دارد و ۷۹ متر بالاتر از سطح دریا واقع شده‌است.